# Stroudia despecta
Stroudia despecta är en stekelart som beskrevs av Gusenleitner 2002. Stroudia despecta ingår i släktet Stroudia och familjen Eumenidae. Inga underarter finns listade i Catalogue of Life.